# Arquitectura paleocristiana

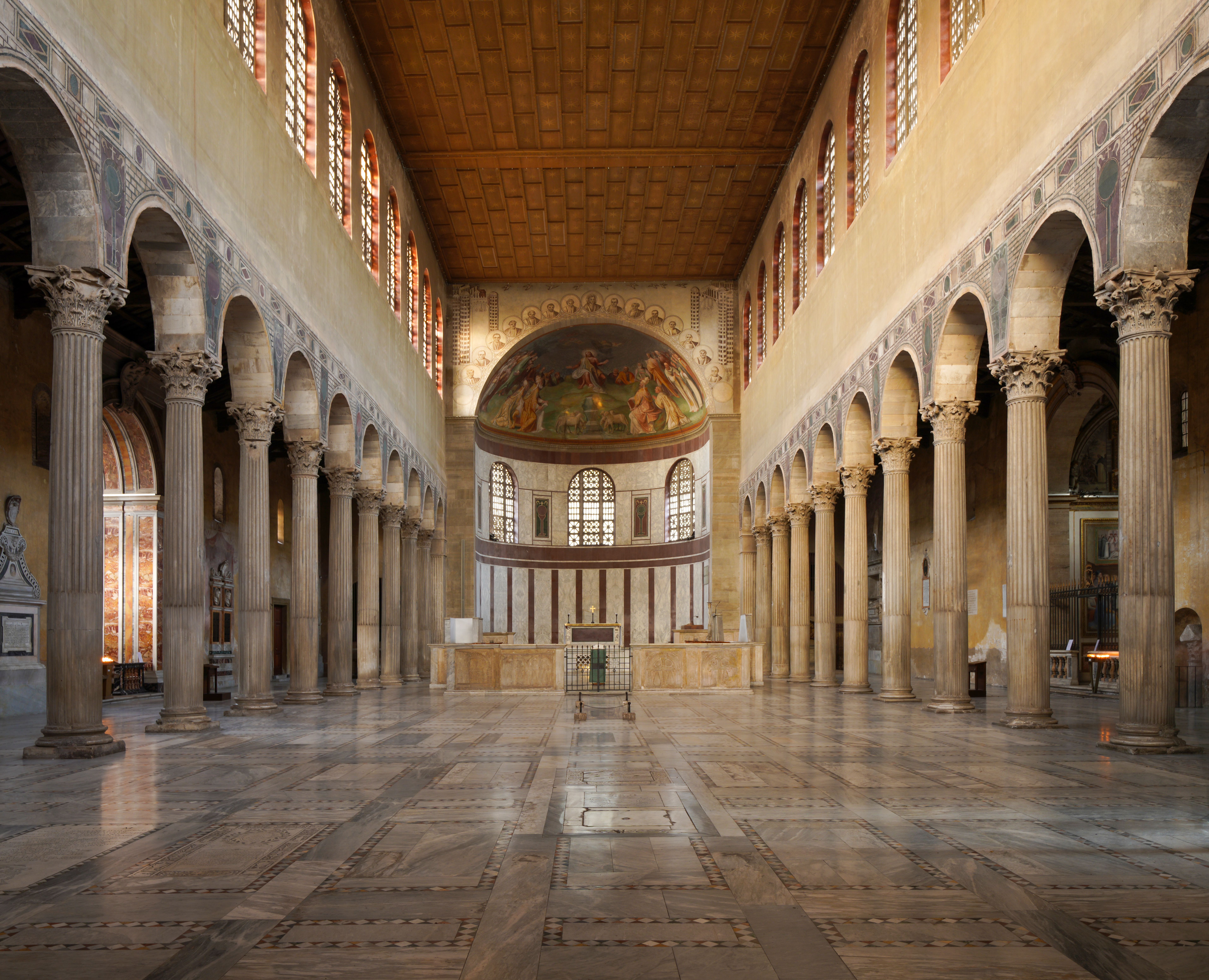
Basílica de Santa Sabina de Roma, d'arquitectura paleocristiana, construïda al

L'arquitectura paleocristiana, també anomenada arquitectura cristiana primitiva, fou vigent entre finals del segle iii —sota el mandat de Constantí I el Gran— i fins al segle vi —l'època de l'emperador Justinià I. Nasqué principalment per satisfer la necessitat de construcció d'estructures pròpies per a la religió cristiana.
Encara que es va originar a Síria i Egipte, va passar ràpidament a Occident, i va ser a Roma —centre de la cristiandat— on se'n van produir les primeres manifestacions de monuments d'arquitectura, en l'àmbit dels cementiris o catacumbes; era una etapa de clandestinitat a causa de les persecucions de què eren objecte aquells qui practicaven la religió cristiana. En aquesta mateixa època, per celebrar les assemblees de culte religiós s'utilitzaven habitatges privats, adaptant algunes de les seves sales per a aquests fins (domus ecclesiae).
L'etapa següent comença l'any 313 amb l'Edicte de Milà, promulgat pels emperadors Constantí el Gran —després de la seva conversió— i Licini I, segons el qual es van atorgar als cristians plens drets de manifestació pública de les seves creences: 
| «                                         | Nosaltres, els augusts Constantí i Licini […] hem jutjat que, entre tot el que vèiem convenir al bé universal, havíem d'ocupar-nos preferentment del que afecta l'honor diví, i donar als cristians, el mateix que a tots els altres, la lliure facultat de professar la religió que cadascú volgués […] | » |
| — Traducció al català de l'Edicte de Milà | |   |

A partir d'aquesta legalització de la religió cristiana aparegueren tres nous models arquitectònics, encara que de fet es tractava de reinterpretacions d'estructures anteriors: les basíliques, els baptisteris i els mausoleus. Aquests dos darrers edificis van adoptar majoritàriament la planta centralitzada, circular o poligonal, que s'adaptava millor a la funció complexa a la qual eren destinats. El que més destacà, però, va ser l'aparició de les basíliques, adaptant l'edifici romà del mateix nom; la funció, tanmateix, va passar de ser civil a religiosa. La raó principal de la basílica paleocristiana és aconseguir l'espai arquitectònic desitjat, mitjançant el cobriment del que formaven el pòrtic columnat per dues stoà gregues afrontades; això passava si provenien del model del temple grec, encara que es creu que la tipologia arquitectònica deriva del temple romà. Els temples eren considerats tant per la religió grega com per la romana la residència del Déu, i la funció no era ser un lloc de pregària per als ciutadans: els sacrificis es feien fora, raó per la qual l'altar es trobava normalment davant l'edifici i aquest, com que no havia d'acollir massa gent, podia tenir unes estances interiors més petites que no pas en el cas cristià. Bruno Zevi ho descrivia així:
| «                          | Si comparem una basílica romana i una de les noves esglésies cristianes trobem, relativament, pocs elements diferenciadors a part de l'escala. | » |
| — Bruno Zevi, crític d'art | |   |

No s'ha arribat a una conclusió clara sobre quan i com va començar l'art paleocristià, tant en l'arquitectura com en la pintura, ni com els models van poder ser difosos d'un lloc a un altre.
|  |

## Context històric

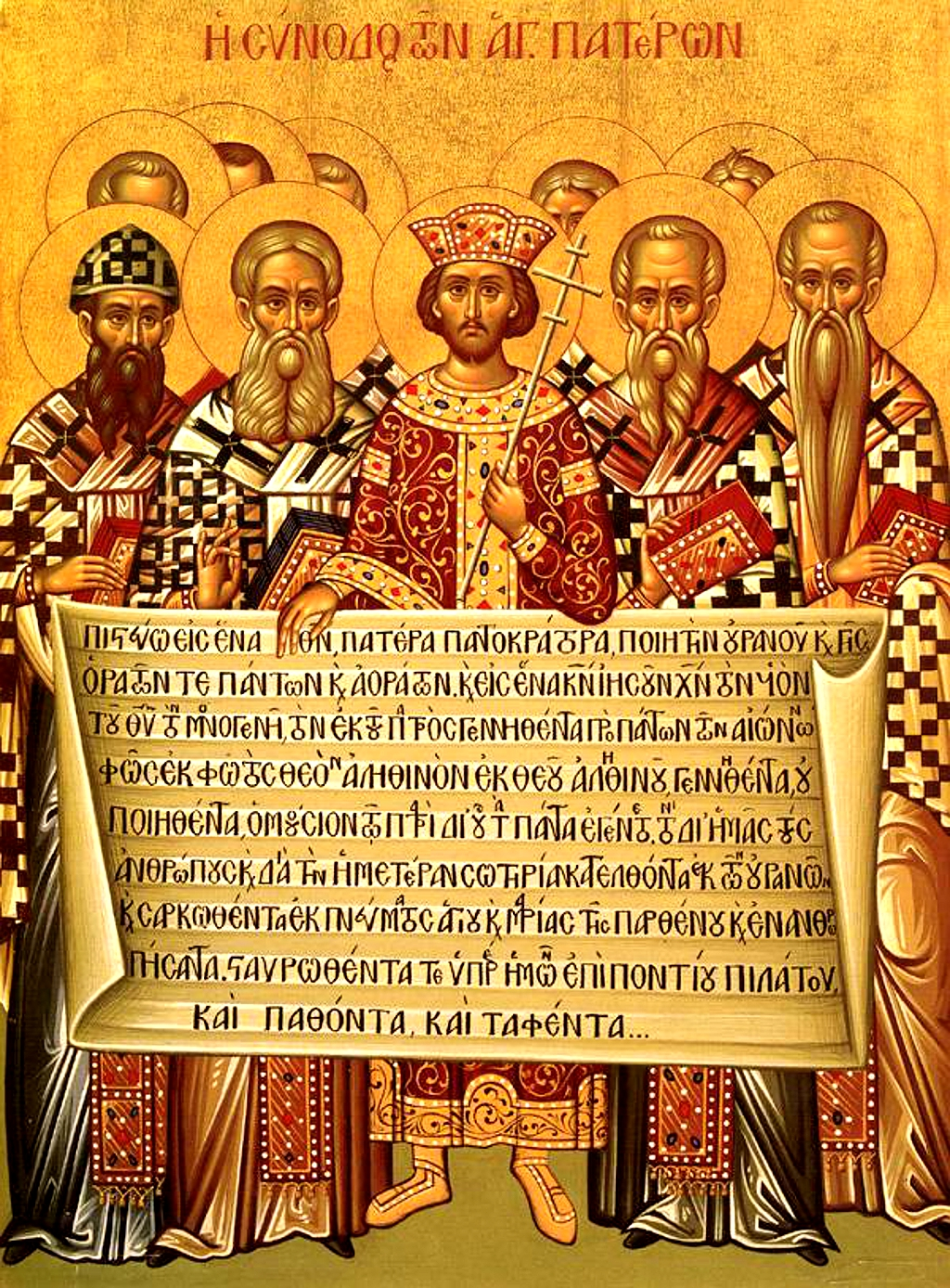
Icona en la qual apareix Constantí presidint el primer Concili de Nicea (325). El text que es mostra és el Credo de Nicea en la forma donada més tard en el primer Concili de Constantinoble (381), amb les modificacions per al seu ús en la litúrgia grega

L'Imperi Romà presentava cap al segle iii un declivi econòmic i una gran inestabilitat política: el paganisme, com a religió, no proporcionava ni el consol necessari ni una salvació segura. L'aparició de noves religions monoteistes provinents d'Orient —com el judaisme i la seva branca del cristianisme, en la qual un Déu moria i ressuscitava per aconseguir la salvació de tots els humans— semblava que aconseguiria omplir les noves necessitats espirituals en aquesta època d'incertesa. El cristianisme va anar introduint-se a poc a poc gràcies a la predicació de l'evangeli per persones com sant Pau arreu de l'imperi. Els ritus d'aquesta religió cristiana eren molt més simples i més propers a la gent del poble que els grans cerimonials i pompositat amb els quals se celebrava el culte oficial del paganisme. Durant el primer segle després de la mort de Crist, el nombre de creients va evolucionar lentament; els ritus eren l'oració comuna, el baptisme i les ofrenes o banquets funeraris. Cap a mitjan segle iii ja es comptava amb uns cinquanta mil creients i a l'Àsia Menor més de la meitat ja eren cristians.
Una llegenda explica la conversió al cristianisme de Constantí I el Gran: abans de la batalla del Pont Milvi va tenir una visió d'una creu en flames amb la inscripció «Amb aquest signe venceràs». Constantí va sortir victoriós i el monograma de la creu es va convertir en el seu símbol. L'any 313, mitjançant l'edicte de Milà, va legitimar el cristianisme i es va considerar com el cap de l'Església —pontífex màxim—; va fer importants donacions, va donar suport a la construcció de temples i va convocar el primer Concili de Nicea —i primer concili ecumènic— l'any 325 a Nicea, una ciutat de l'Àsia Menor. L'any 330 va traslladar la seu de l'Imperi Romà a Bizanci, ciutat que posteriorment canviaria de nom a Constantinoble, i la va dedicar a la Mare de Déu. Aquest trasllat va tenir l'efecte posterior, l'any 395, de dividir el regne en l'Imperi Romà d'Orient i l'Imperi Romà d'Occident. L'emperador Teodosi I, a la fi del segle iv, va aconseguir fer oficial la religió cristiana amb l'edicte de Tessalònica: quedà cada vegada més reduït el nombre de creients en el paganisme. Les invasions bàrbares del segle vi van posar fi a l'arquitectura paleocristiana a l'Imperi d'Occident; els territoris de Síria, Egipte i l'Àfrica del Nord van marcar el límit fins a la conquesta àrab (cap al segle vii).
L'arquitectura romana d'Orient produeix un nou llenguatge a partir del segle vi, que comença a l'època de l'emperador Justinià I i marca una ruptura amb l'arquitectura paleocristiana d'Occident; els arquitectes romans d'Orient recuperen l'estructura voltada amb cúpula i el concepte de planta central, com per exemple l'església de Santa Sofia de Constantinoble, la basílica de Sant Vidal de Ravenna i, en aquesta mateixa població, la basílica de Sant Apol·linar el Nou, que encara presenta el tipus d'església basilical paleocristiana de forma rectangular amb tres naus longitudinals i el vestíbul a l'entrada.

## Catacumbes

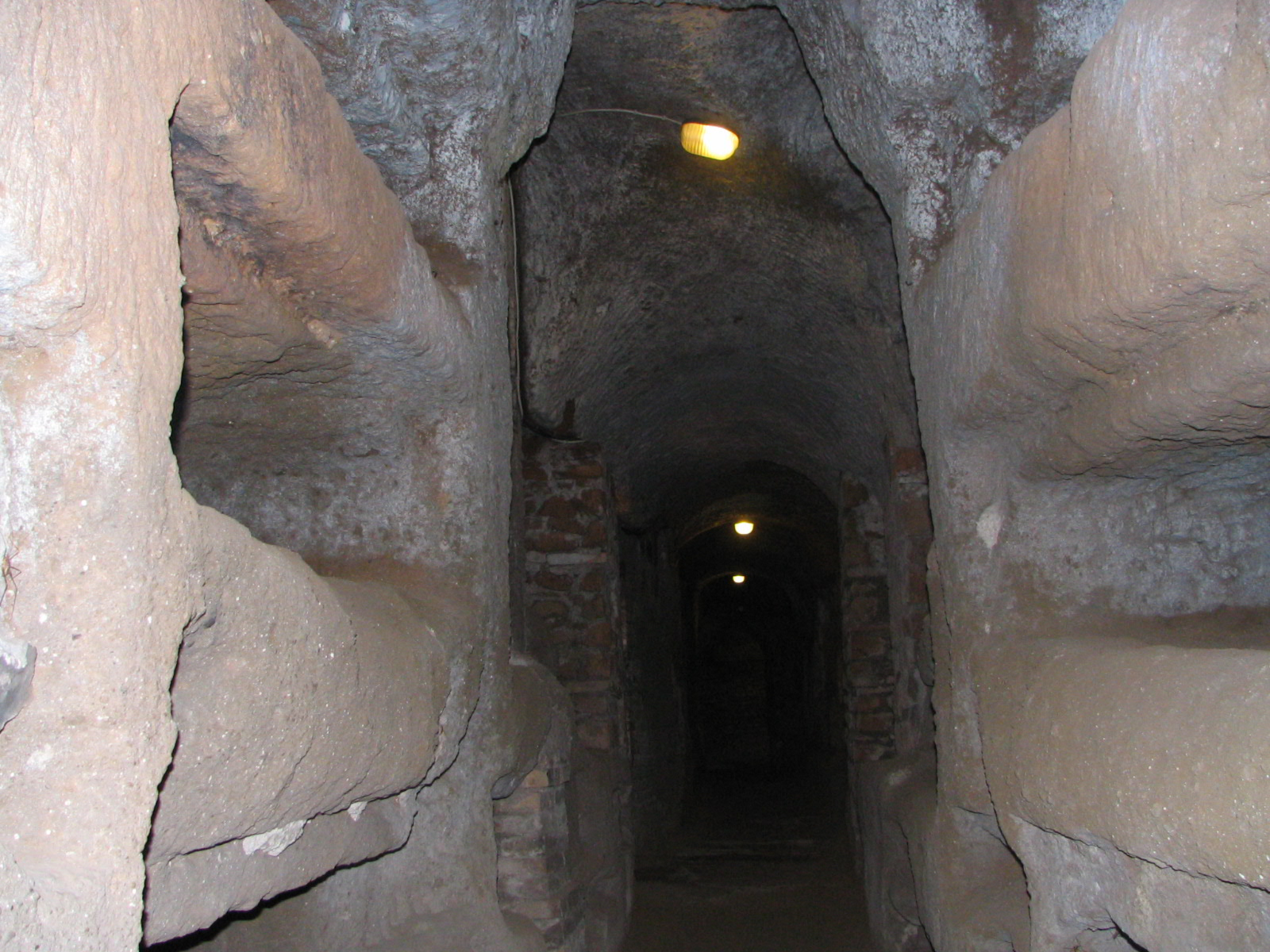
Les catacumbes de Sant Calixt de Roma

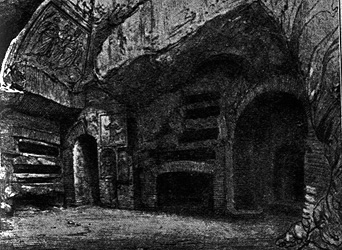
Cripta dels papes a les catacumbes de Sant Calixt

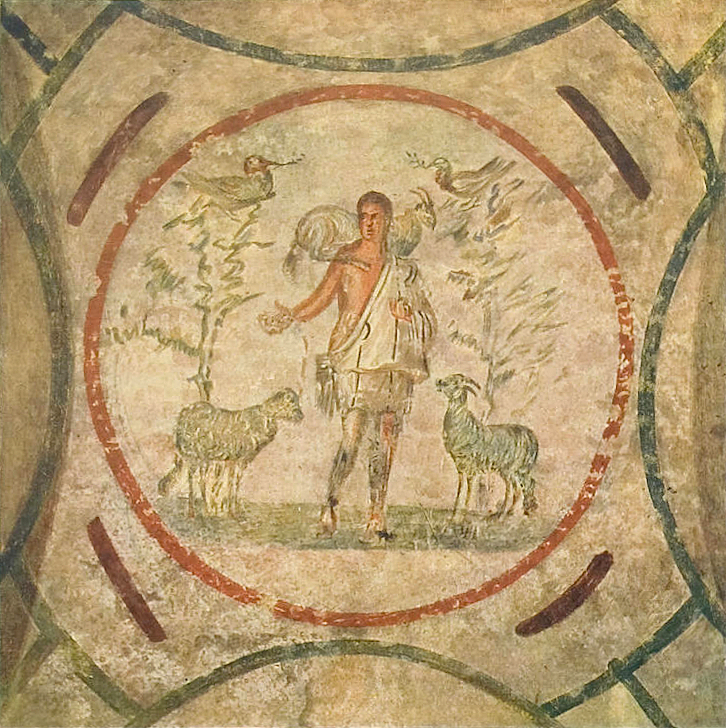
Imatge del Bon Pastor a les catacumbes de Priscil·la de Roma

Les catacumbes van ser llocs subterranis que, després de la mort de Crist, els primers cristians van emprar per a donar sepultura als seus morts, encara que també hi havia galeries subterrànies que eren usades per persones pertanyents a la religió jueva i al paganisme. Estaven situades fora dels murs de la ciutat, ja que la llei romana de l'imperi no permetia els enterraments dintre de la zona urbana per motius religiosos i d'higiene. Encara que es troben en moltes ciutats, les catacumbes més nombroses i extenses són les de Roma, que en total sumen unes seixanta diferents, amb prop de 750.000 tombes; té una longitud total d'entre 150 i 170 quilòmetres. Es creu que els constructors de les catacumbes aprofitaven les antigues galeries abandonades, de les quals s'havia extret una pedra anomenada putzolana, que una vegada triturada servia per a fer ciment. Estudis duts a terme el segle xix sota la direcció del jesuïta Marchi i el seu alumne, l'arqueòleg Juan Bautista Rossi, rebateren la teoria segons la qual les galeries havien servit anteriorment per a extreure la pedra putzolana i donaren com a certa la que postulava que les galeries foren excavades expressament per a fer-ne un cementiri. L'organització i construcció del primer cementiri s'atribueix al papa Calixt I i la data aproximada segons l'estudi de Paul Styger per a la catacumba de sant Calixt, l'any 200, concorda amb aquesta atribució. La utilització de les catacumbes es va allargar, pel costum dels fidels, fins i tot després de l'edicte de Milà, i es deixaren d'usar després del saqueig de Roma de l'any 410, en part per la inseguretat que se sentia extramurs de la ciutat; el motiu principal, però, va ser que en aquell temps ja es disposava de grans i nombroses basíliques que es podien utilitzar per als serveis funeraris i per a guardar les relíquies dels màrtirs.

### Estructura
La majoria de les catacumbes de Roma tenen l'origen al segle ii; la majoria són soterrades al llarg de les grans vies a la sortida de la ciutat, tals com la Via Àpia, l'Ardeatina, la Salària o la Via Nomentana. Consten d'un sistema de galeries subterrànies que formen una espècie de laberint. Per a construir-les, primer s'excavava un primer nivell, i s'anava descendint a pisos inferiors seguint les línies irregulars del terreny; es podia arribar a aprofundir fins als trenta metres. A les parets s'excavaven els buits per a les tombes en sentit horitzontal (els loculi), normalment per contenir un sol cadàver, encara que excepcionalment podien contenir més cossos; es tancaven amb una llosa de pedra o maons, la qual sovint duia inscripcions en llatí o en grec. Hi havia un altre tipus de tomba destinada a personatges més importants anomenada arcosoli, que consistia en un nínxol cobert per un arc i tancat amb una llosa. El cubiculum era l'espai que contenia els diversos loculi d'una mateixa família, i també contenia, a part de les tombes, petites capelles decorades amb frescs. Als encreuaments de les galeries es trobaven petites criptes que contenien la tomba d'un màrtir. En gairebé totes les catacumbes es troben claraboies obertes al sostre de les criptes o a les mateixes galeries; s'usaven, primer de tot, per a pujar a la superfície la terra que es treia de les excavacions i, un cop acabada la construcció, es deixaven obertes per servir com a punts de llum i ventilació.

### Simbologia i iconografia
Els símbols eren tema dominant a les catacumbes: en gairebé totes les sepultures es trobaven imatges amb alguna simbologia, com el colom representant la pau, la creu i l'àncora representant la salvació, l'au fènix representant la resurrecció i el peix i el Bon Pastor corresponents a la imatge de Crist. Les pintures al fresc reproduïen escenes de l'Antic Testament, tals com el sacrifici d'Isaac, Noè i l'arca, Daniel a la fossa amb lleons, Elies en el seu carro o els tres hebreus (Ananies, Misael i Azaries) al forn ardent. També es troben nombroses històries del Nou Testament sobre la vida de Crist i representacions de la Mare de Déu amb l'Infant assegut a la falda (l'anomenada Theotokos). Moltes d'aquestes imatges són representades per primera vegada a les catacumbes de Priscil·la de Roma.

## Domus ecclesiae

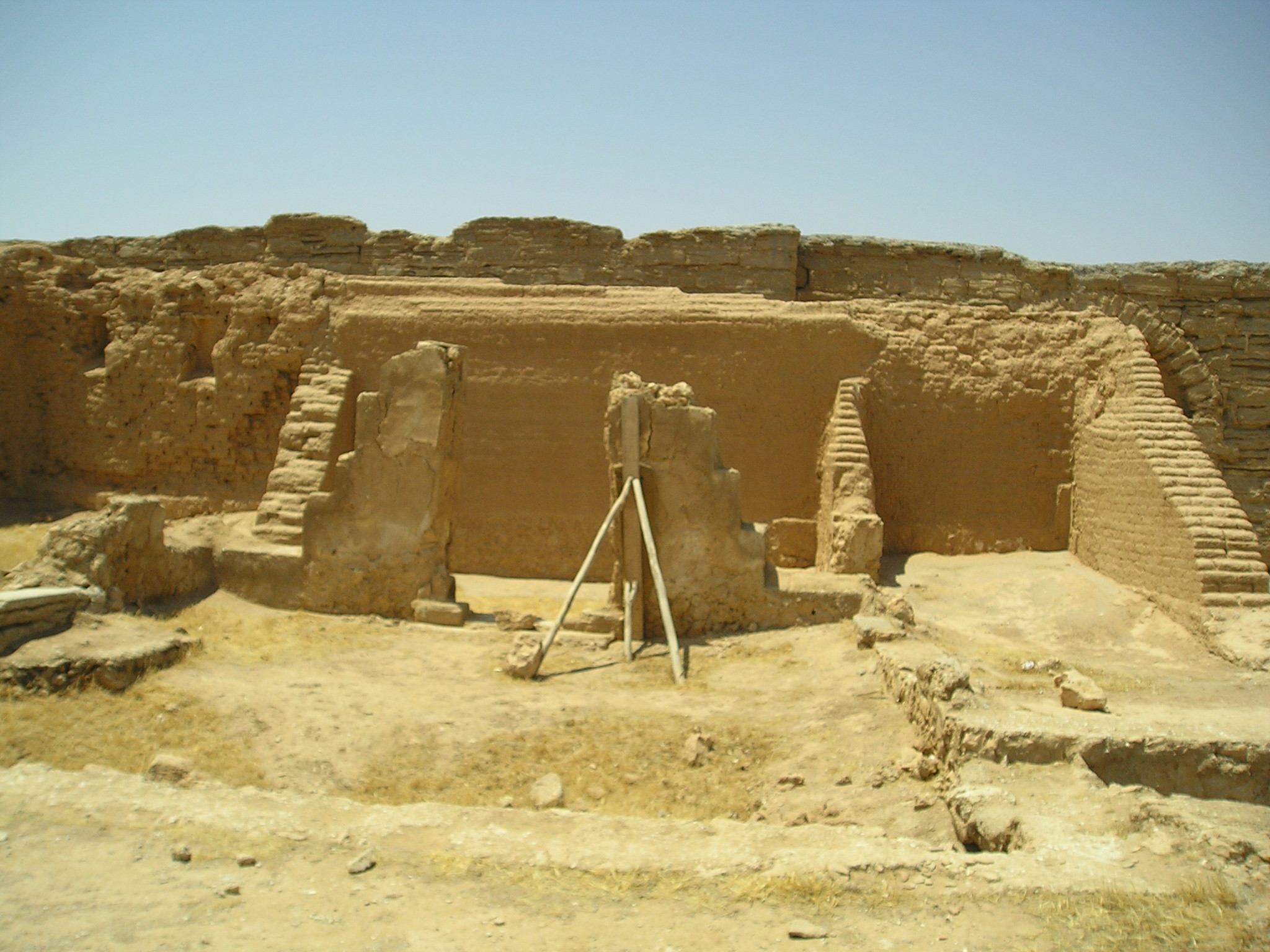
Restes de la domus ecclesiae de Dura Europos, a Síria

La domus ecclesiae (paraula llatina que significa 'casa d'assemblea' o 'casa de l'església') era un edifici privat per als primitius cristians adaptat a les seves necessitats de culte. Una de les esglésies cristianes més antigues es troba a la ciutat de Dura Europos, antic assentament hel·lenístic convertit en guarnició fronterera romana, situat a prop del riu Eufrates, a l'actual Síria.

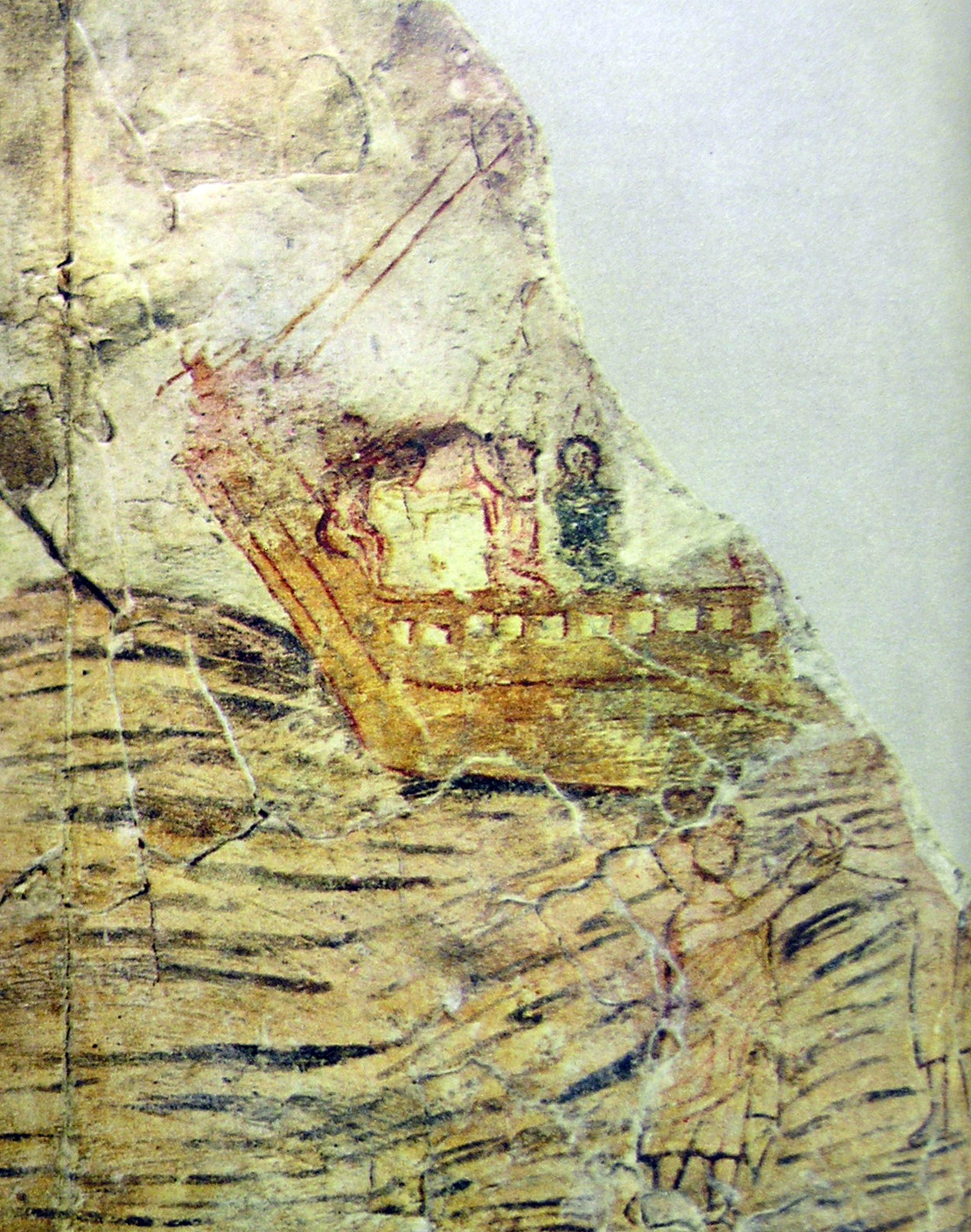
Crist caminant sobre l'aigua al baptisteri de Dura Europos

Aquest lloc va ser excavat l'any 1930 i entre els seus edificis es va trobar una estructura que havia estat transformada per al seu ús com a església, la qual es va poder datar de l'any 232 gràcies a un grafit. Al costat seu s'havia habilitat i decorat una sala que era utilitzada com a baptisteri; alguns dels frescs, que representen el Bon Pastor, la curació del paralític i Adam i Eva o Crist caminant sobre l'aigua, són temes tractats també a les catacumbes.

### Titulus
Les primeres sales de reunió de les comunitats cristianes a Roma es duien a terme en cases privades conegudes com a titulus (plural tituli). Normalment, s'adaptava el triclini, la sala més gran, per a la celebració dels ritus religiosos. Aquests ritus o cerimònies incloïen pregàries, lectura de passatges dels Evangelis i Epístoles i també sermons; al segle iii, la presidència de la missa, la tenien els episkopoi (bisbes). Es mantenia una separació entre els bisbes i els catecumens, aquells que estaven rebent formació, però encara no havien rebut el baptisme: se'ls requeria que sortissin a una altra habitació quan arribava el moment de celebrar l'eucaristia. Abans de l'edificació de les esglésies o basíliques no existia l'altar, sinó simplement una taula per a celebrar el culte.

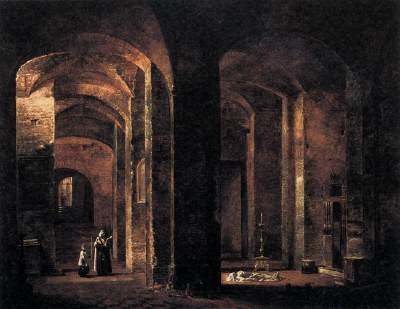
Cripta de San Martino ai Monti, per François Marius Granet (1806)

Deu metres per sota de l'actual basílica de San Martino ai Monti es troba una de les cases privades de Roma utilitzades com a domus ecclesiae: està identificada com Titulus Aequitii i el seu propietari era Equitius. Es va construir a la fi del segle ii o principis del segle iii i es tractava d'un edifici rectangular de dues plantes amb un gran pati central. La planta baixa es creu que era la que estava destinada a les funcions del culte: consistia en una gran sala dividida en columnes on se celebrava l'eucaristia i una altra sala reservada als catecúmens, encara que no s'han trobat vestigis arqueològics de la presència de cap pica baptismal. La planta superior degué ser emprada com a habitatge privat. Després de l'edicte de Milà, els tituli van poder ser transformats, gràcies a la donació dels seus titulars i propietaris, en esglésies. La primera església del Titulus Aequitii va ser fundada pel papa Silvestre I al segle iv: en el seu origen estava dedicada a tots els màrtirs. Posteriorment, a cavall dels segles v i vi, el papa Símmac I n'alçà una de nova sobre l'anterior, més gran, i la va dedicar a sant Martí de Tours i al papa sant Silvestre. Al segle ix, el papa Sergi II en va ordenar la restauració i la construcció de l'actual basílica de San Martino ai Monti.

## Basíliques
Gràcies a la proclamació de l'edicte de Milà, els cristians van ser lliures de poder practicar els seus cultes religiosos: van construir les basíliques seguint el model de les que servien als romans com a centres civils —amb activitats de mercat— i com a sala de justícia. Les de nova construcció van seguir els mateixos models i únicament es diferenciaven per la utilització: els cristians hi feien el culte i les assemblees a dins, mentre que el culte grecoromà es duia a terme al voltant del temple.

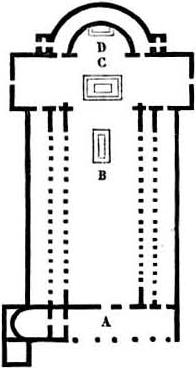
Plànol reconstruït de la basílica de Sant Joan del Laterà, que segueix la tipologia normal de les basíliques paleocristianes

Amb Constantí convertit al cristianisme, els seus líders —papa, bisbes i clergat en general— van ocupar posicions dintre de la societat romana com a portadors de la nova religió de l'estat. Al mateix temps, l'arquitectura cristiana va passar del simple refugi en cases privades a noves formes monumentals inspirades en l'arquitectura romana, amb els canvis necessaris quan els edificis eren aprofitats d'anteriors construccions romanes, per a adaptar-los a les noves funcions dels cultes de la religió: altar per a la celebració de la missa, nàrtex per als catecúmens, etc. La nova religió necessitava més llocs de culte i cada cop més grans, ja que, dia a dia, n'augmentava el nombre de creients. Malgrat la gran quantitat de temples o basíliques cristianes que es van construir durant el segle iv, pocs n'han subsistit, ja que, durant els segles posteriors molts en van ser destruïts o reformats.

### Estructura
En general, la basílica paleocristiana constava de tres parts:
- L'atri (o nàrtex) d'accés davant la porta de la basílica, que ocupaven els no batejats. Acostumava a haver-hi una gran pila d'aigua per a les ablucions.
- El cos longitudinal, dividit en tres o cinc naus separades per columnes. La nau central acostumava a tenir més alçada i les naus laterals, de vegades, tenien sobre seu unes galeries o tribunes anomenades matroneu, dedicades a les dones.
- La capçalera, que estava ocupada per un absis cobert amb una cúpula de quart d'esfera; al presbiteri se situava l'altar.

La coberta de la basílica paleocristiana primitiva acostumava a ser a dos vessants amb les encavallades de l'armadura fetes en fusta —per tant, poc pesant— per la qual cosa els murs, sense necessitat de contraforts, eren completament llisos. La llum exterior provenia de grans finestres obertes als murs exteriors de les naus laterals i, quan la nau central era més elevada que les altres, del claristori. Molts dels materials emprats en les noves construccions, com columnes i capitells, van ser aprofitats d'edificis romans anteriors.

### Funcionalitat
L'arquitectura paleocristiana, com la basílica civil romana i, tot al contrari que els temples romans i grecs amb els seus peristils, va utilitzar construcció tancada, ja que se'n rebutjaven els vells models que tenien una significació contrària al cristianisme. A més, l'estil de construcció romà i grec no eren pas fàcils d'ajustar al nou ritu cristià; per exemple, el sacrifici pagà es feia en un altar situat a l'exterior del temple i a la cel·la es col·locava l'estàtua del Déu. La religió cristiana, en canvi, necessitava un altar per efectuar l'acte del sacrifici simbòlic, la transsubstanciació del vi i el pa en la sang i el cos de Crist; aquest acte sempre s'havia celebrat en llocs tancats, com en el Sant Sopar celebrat per Crist. Al segle iv, per al ritual era menester un camí per al recorregut processional del clergat, una part on es col·locava l'altar i se celebrava la missa, una altra part per als fidels que participaven en la processó i comunió, i una altra per als catecúmens o no batejats.

### Basíliques constantinianes

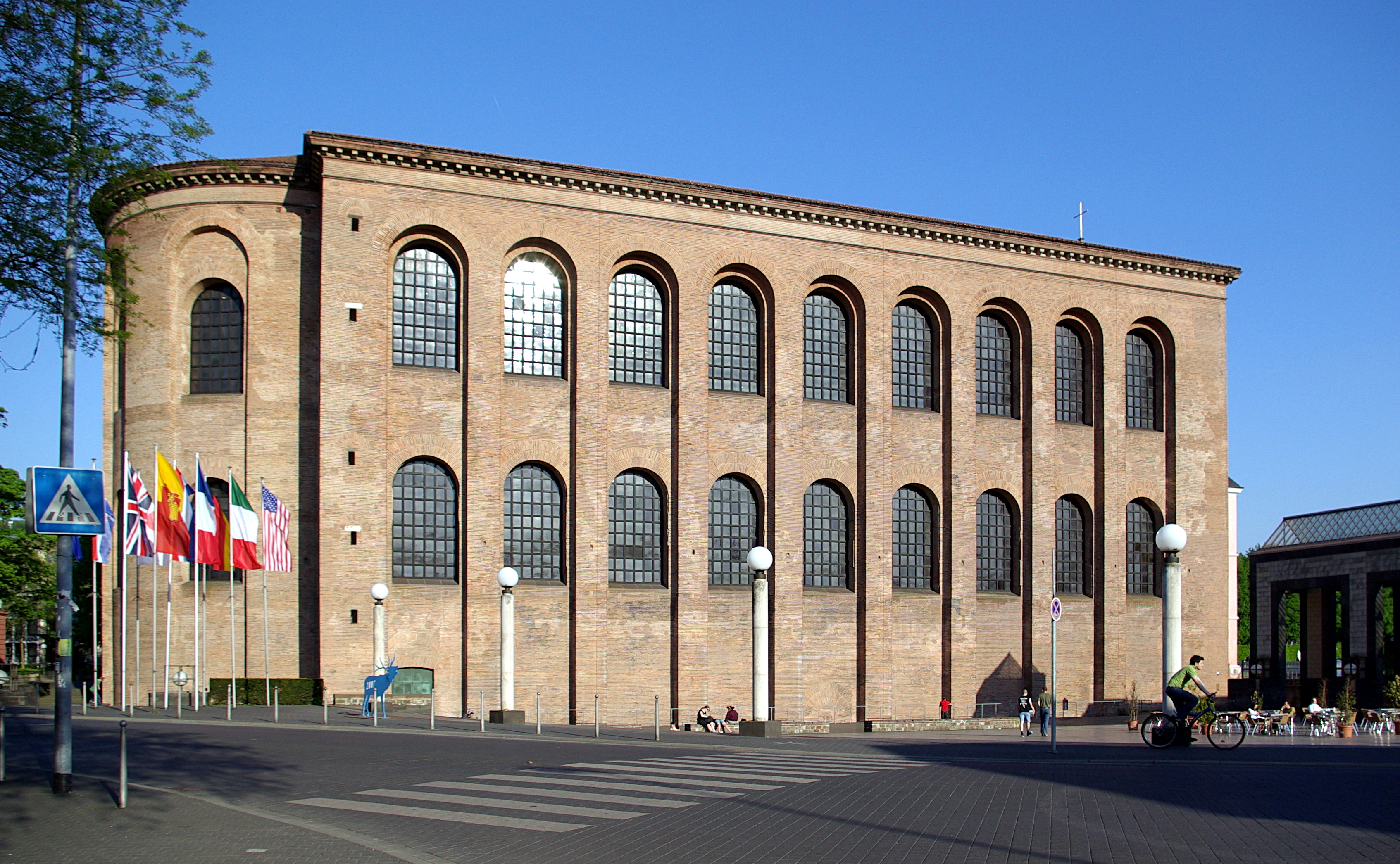
Aspecte actual de la basílica civil de Constantí de Trèveris

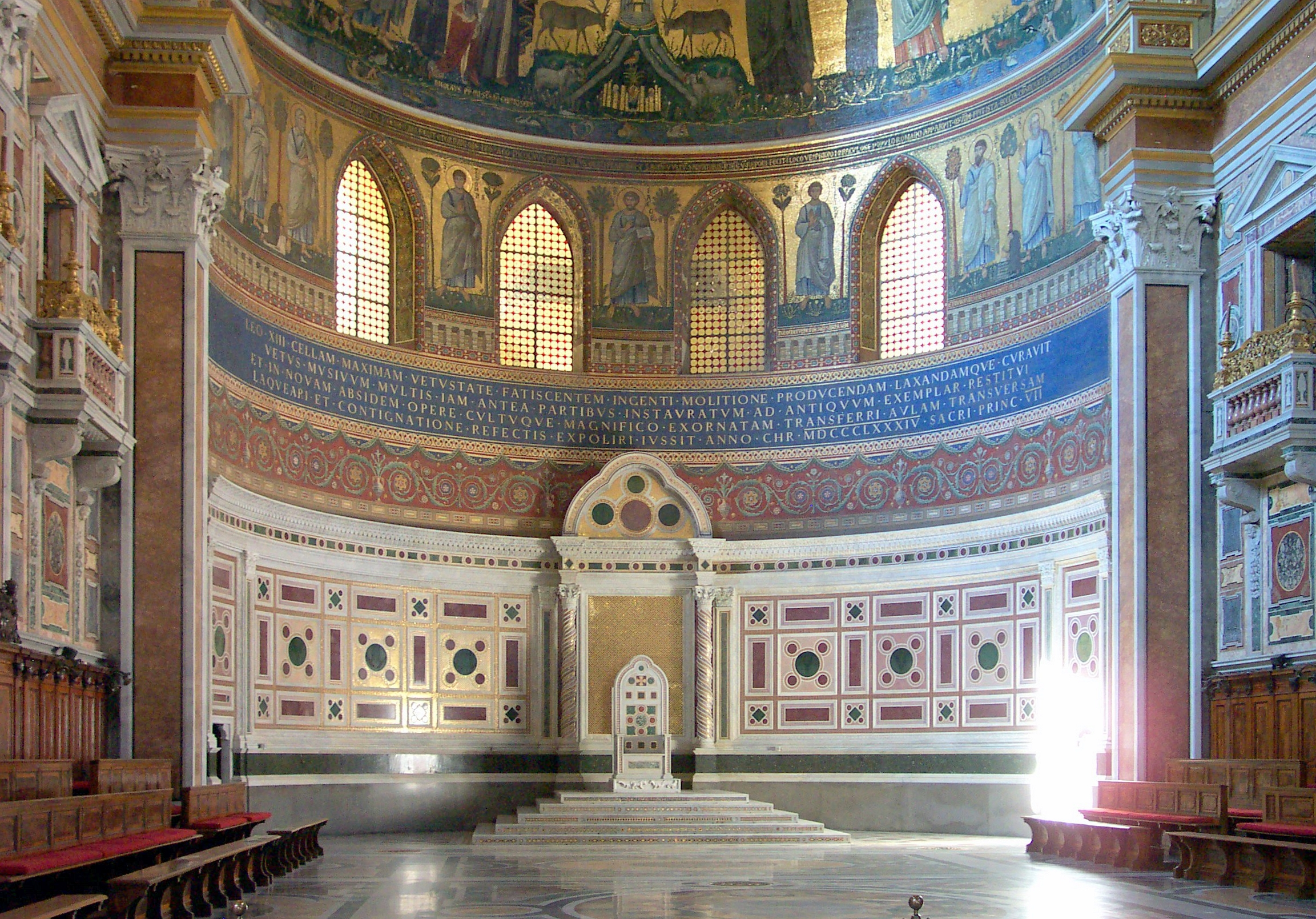
L'absis de la basílica de Sant Joan del Laterà, amb la càtedra papal

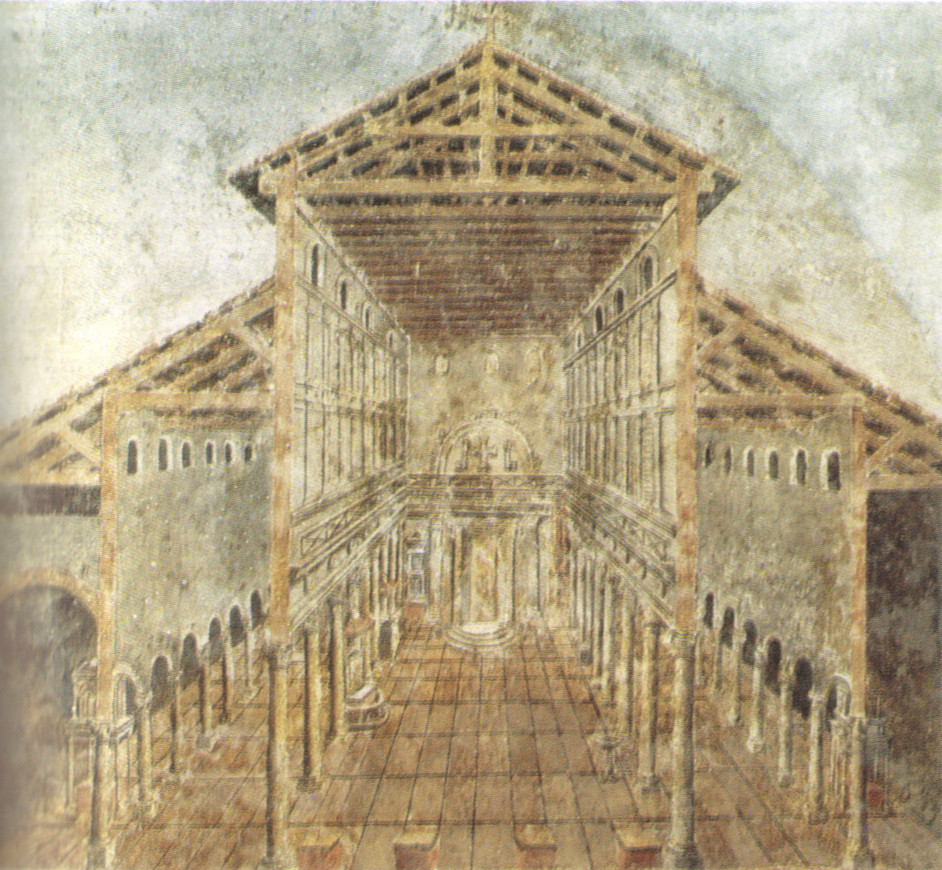
Fresc que reprodueix l'aspecte de l'antiga basílica de Sant Pere durant el

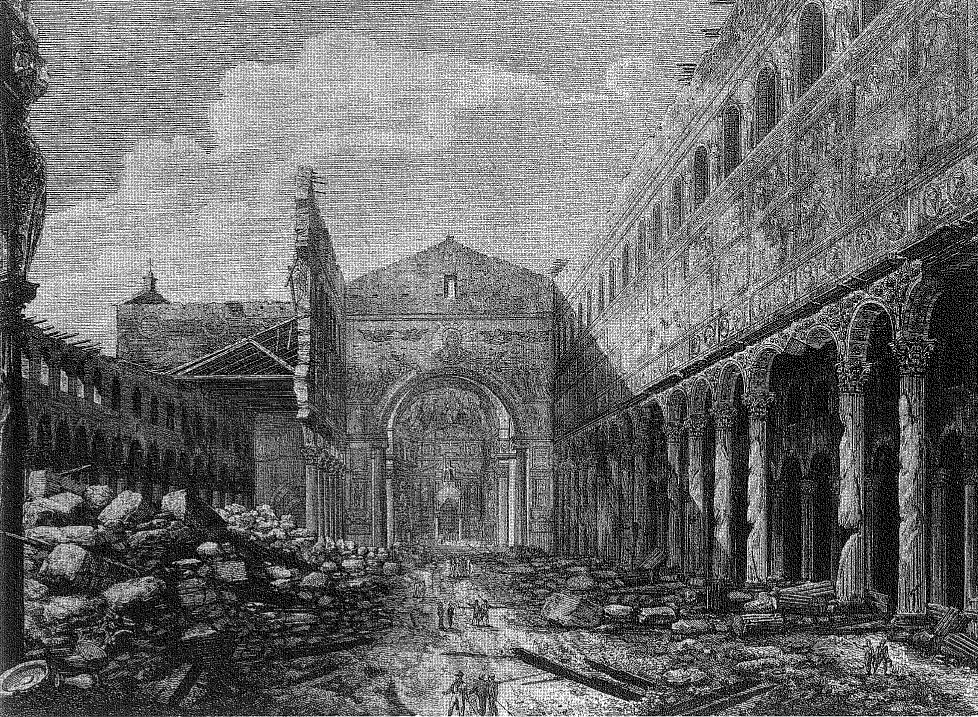
Gravat de Luigi Rossini després de l'incendi que va destruir la basílica de Sant Pau Extramurs el 1823

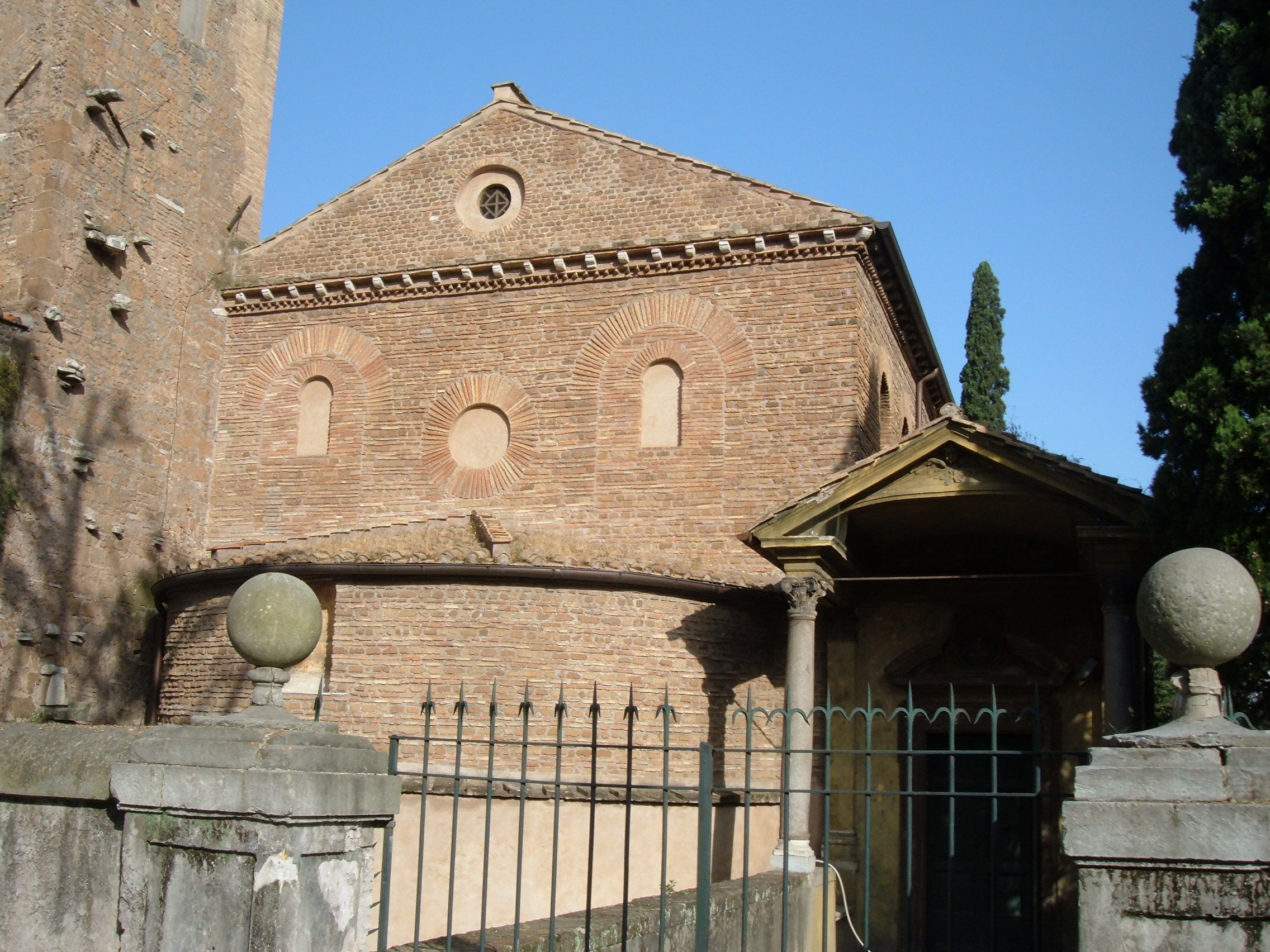
L'absis paleocristià de la basílica de Santa Agnès Extramurs

#### Basílica de Constantí de Trèveris
La basílica cristiana va passar, doncs, a ser utilitzada tan sols per a un sol ritual, al contrari que la basílica civil romana, que havia tingut diversos serveis públics. Un dels models que es creu que va ser més utilitzat durant els orígens de la basílica cristiana és la basílica civil de Constantí de Trèveris, construïda l'any 310, d'espai rectangular i un gran absis semicircular que allotjava el tron de l'emperador romà. Es va construir amb les pedres d'edificis més antics, i no constituïa un edifici aïllat, sinó que en l'època de l'antiguitat tardana formava part del recinte del palau imperial: els vestigis dels edificis adjacents van quedar al descobert als anys vuitanta i avui en dia són visibles. Alguns rastres del guix que cobria els maons d'origen, així com algunes característiques antigues, es van conservar a l'altura de les obertures de les finestres.

#### Basílica de Sant Joan del Laterà
A les primeres basíliques cristianes, aquesta funcionalitat citada a la secció anterior es va tenir molt en compte. Una de les primeres donacions de l'emperador Constantí al bisbe de Roma —segurament el papa Melquíades I— fou l'any 313 i serví per a construir la seva residència, el palau del Laterà. Al seu costat es va construir la basílica dedicada al Sant Salvador (l'actual basílica de Sant Joan del Laterà), consagrada pel papa Silvestre I. Amb el temps aquesta basílica s'ha anat transformant, però es pot saber com era el projecte original: constava d'una nau central més ampla i dues més estretes a cada costat separades per unes grans columnates; la nau central era més alta i tenia una coberta de dos aiguavessos. Entre aquesta coberta i les de les naus laterals hi havia el claristori, tota una filera de finestres que il·luminaven l'interior de la basílica. Tota la construcció era de maó, excepte les columnes de marbre i la coberta de fusta. Per la nau central hi entraven en processó el bisbe de Roma seguit pel seu clergat fins a arribar al gran absis, on tenien els seients i l'altar per a celebrar la cerimònia. Mentrestant, els fidels utilitzaven les naus laterals més properes a la central i els catecúmens les naus més exteriors que, segons sembla, estaven separades per cortines col·locades als intercolumnis que es corrien durant determinats actes del ritual.

#### Antiga basílica de Sant Pere
També a Roma, sota el mecenatge de Constantí, es va començar la construcció de l'antiga basílica de Sant Pere, entre el 326 i el 330, la qual esdevindria una de les més importants basíliques paleocristianes. Fou bastida damunt d'on era la sepultura del sant, al turó Vaticà, i on ja s'ubicava un petit santuari en el seu honor. La cronologia exacta de la construcció no és coneguda, encara que el Liber Pontificalis indica que va ser edificada per Constantí durant el pontificat del papa Silvestre I (314-335). Actualment desapareguda sota construccions posteriors, l'antiga basílica de Sant Pere és coneguda gràcies a documents anteriors a la total demolició durant el Renaixement. Diversos escriptors van deixar-ne descripcions detallades, com Tiberi Alfarano en De Basilicae Vaticanae antiquissima et nova structura (1582), amb dissenys de la planta de l'antiga basílica —l'obra no va ser editada fins a l'any 1914— o Onofrio Panvinio en De rebus antiguis memorabilibus et praestantia basilicae S. Petri Apostolorum libri septem.
La basílica tenia una estructura molt àmplia, amb cent deu metres de llarg i cinc naus —la central d'amplada doble que les laterals—, dividides cada una per vint-i-una columnes de marbre. Estava il·luminada d'igual forma que la de Sant Joan del Laterà, amb una gran portalada de tres portes a un atri; al seu mur interior s'obrien cinc portes, una per cada nau. Al creuer, abans de l'altar, es trobava el martyrium de sant Pere, amb les seves relíquies, sota un baldaquí de marbre recolzat sobre quatre columnes, també de marbre, on es reunien els pelegrins.

#### Basílica de Sant Pau Extramurs
Durant aquests mateixos anys, Constantí va promoure l'edificació de la basílica de Sant Pau Extramurs sobre la tomba de sant Pau, que va ser enterrat, després d'haver sofert martiri, en una àmplia necròpoli que ocupava tota l'àrea de la basílica i de la zona que l'envolta; sobre la seva tomba, a la Via Ostiense, es va construir una edícula —cella memoria. Sobre aquest lloc, i a causa de les dificultats del terreny, la mida de la basílica va quedar una mica més petita que la de l'apòstol sant Pere: només tenia tres naus, encara que això es va rectificar l'any 386 canviant-ne l'orientació i construint una església molt més gran amb cinc naus i amb creuer; es deixà, però, l'altar sobre la tomba del sant, tal com era costum. El papa Sirici I va consagrar l'edifici. Finalment, aquesta basílica es va destruir durant un incendi de l'any 1823, i tan sols se'n salvaren l'absis, l'altar i la cripta on es trobaven les restes mortals de sant Pau.

#### Basílica de Santa Agnès Extramurs
La basílica de Santa Agnès Extramurs va ser construïda l'any 324 sobre les catacumbes de la Via Nomentana, on es trobava enterrada la santa. És molt més petita que la de Sant Pere i la de Sant Pau i és semisubterrània. Té tres naus i a la part superior de les laterals té el matroneu, la galeria per a les dones; les columnes de separació de les naus són fetes amb marbres de diversos colors. A l'absis es conserven mosaics, provinents d'una reconstrucció empresa pel papa Honori I a mitjan segle vii, en els quals hi ha representades tres figures aïllades: en el centre santa Agnès i, als seus costats, els papes Símmac I i Honori I. Estan davant un fons daurat, típic exemple de la influència romana d'Orient en aquesta època paleocristiana.

### Basíliques a Terra Santa
Constantí també va contribuir a la construcció d'altres esglésies a Terra Santa: a la ciutat de Betlem la de la Nativitat, en commemoració del naixement de Jesús, i a Jerusalem la del Sant Sepulcre, per honorar la tomba de Crist (el mateix emperador havia donat instruccions per aconseguir que aquest temple fos «la basílica més bella de la Terra»).

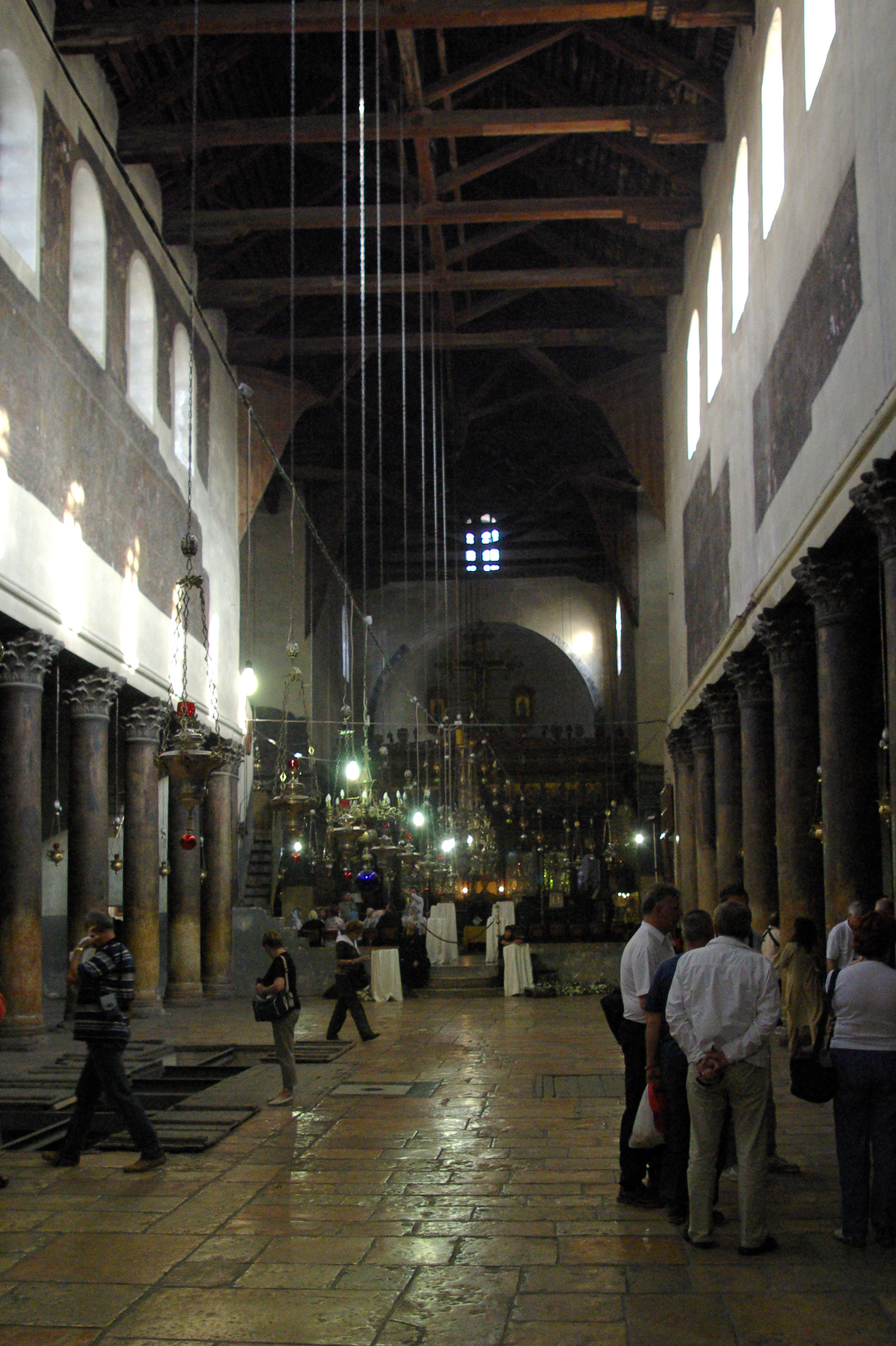
Interior de l'església de la Nativitat

L'església de la Nativitat de Betlem va ser erigida prop del 333, encara que va haver de ser reformada al segle vi, després que fos cremada i destruïda durant la rebel·lió dels samaritans de l'any 529, encapçalada per Julianus ben Sabar. Presentava una planta longitudinal que tenia un gran atri, davant l'entrada, que servia de descans als pelegrins. La basílica constava de cinc naus amb una planta pràcticament quadrada (28 x 29 metres) i, centrada al fons, hi havia una obertura octogonal, coberta de fusta i envoltada per una reixa, on es podia veure el lloc del naixement de Jesús.

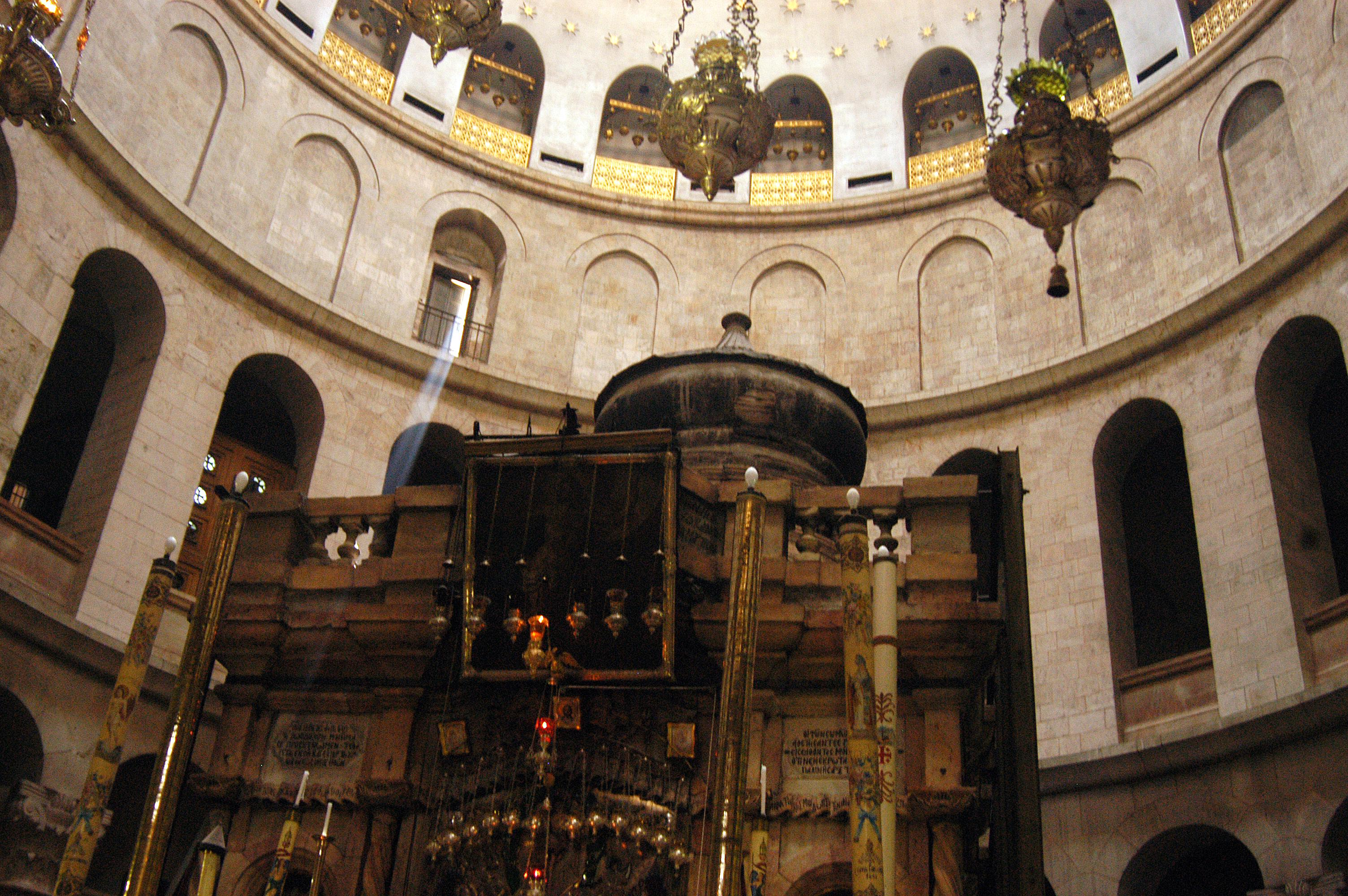
Lloc del sant Sepulcre

La basílica del Sant Sepulcre, d'altra banda, va ser consagrada l'any 335. L'emperador Constantí I va demanar al bisbe Macari que s'encarregués de l'obra del temple i, per fer-ho, va enviar a la seva mare santa Helena perquè entre tots dos dirigissin les obres. Era de planta rectangular i tenia un atri més petit que el de l'església de la Nativitat; el seu interior era de nau central amb altres laterals dobles sobre les quals hi havia unes galeries. La separació de les naus s'efectuava mitjançant unes majestuoses columnes de marbre amb els capitells daurats. A l'absis, recorrent tot el seu semicercle, s'hi trobaven dotze columnes que simbolitzaven els dotze apòstols; les naus laterals més exteriors, les que corrien tocant al mur de l'edifici, conduïen a un llarg pati situat darrere l'absis. En aquest pati hi havia, cobert per un baldaquí sostingut per dotze columnes, el lloc de la tomba de Jesús d'acord amb els evangelis canònics. Uns anys més tard, el mateix emperador o algun dels seus fills van fer construir al voltant de l'antic sepulcre l'anomenada «Anastasis Rotonda» per celebrar la Resurrecció, van eixamplar l'edifici amb una nova estructura de 17 metres de diàmetre, amb coberta de fusta en forma cònica i un deambulatori a nivell del terra i un altre superior de mig cercle en forma de galeria.

### Basíliques postconstantinianes
Les basíliques postconstantinianes també són anomenades com del període del «Renaixement sixtí», per ser les construccions més conegudes del mandat del papa Sixt III.

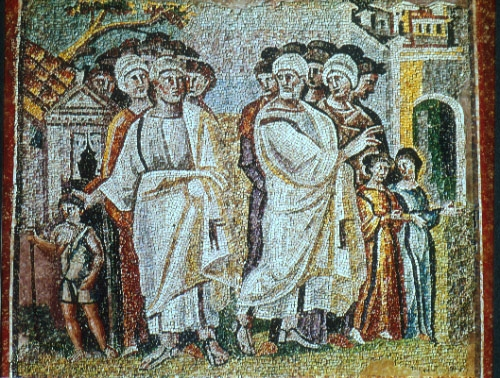
Mosaic de la nau central de Santa Maria Major que representa Abraham i Lot se separen. Ca. 432-440

Damunt d'una església precedent, erigida segons la tradició pel papa Liberi I cap al 360, el papa Sixt III (432-440) va ordenar la construcció d'una església dedicada al culte de la Mare de Déu poc després d'haver-se afermat el dogma de la maternitat divina al concili d'Efes (431). A la basílica de Santa Maria Major es va utilitzar el ressorgiment de les formes més classicistes, el Renaixement sixtí. Té planta de tres naus i una columnata jònica adovellada i de fust llis, i les pilastres a la zona de claraboies són d'un estil més refinat que en les anteriors basíliques. Aquesta basílica és la que representava millor els nous canvis de l'estil paleocristià. En el seu interior, una de les obres principals és l'esplèndid cicle de mosaics sobre la vida de la Mare de Déu, que data del segle v i que mostra encara les característiques estilístiques de l'art romà tardà.
Uns deu anys abans que s'iniciés l'aixecament de la basílica de Santa Maria Major s'havia començat a construir sobre el turó de l'Aventí una petita basílica dedicada a santa Sabina, en la qual s'aprecien unes proporcions més harmòniques i l'elegància de diversos detalls com els bells capitells de les columnes corínties reutilitzades d'un temple de la dea Juno. Seguint les característiques de l'arquitectura paleocristiana, Santa Sabina presenta uns murs totalment llisos construïts amb maons i sense contraforts, ja que el sostre és d'encavallada de fusta i, per tant, poc pesant. L'únic que destaca a l'exterior és la filada de finestrals d'arcs de mig punt.

## Baptisteris

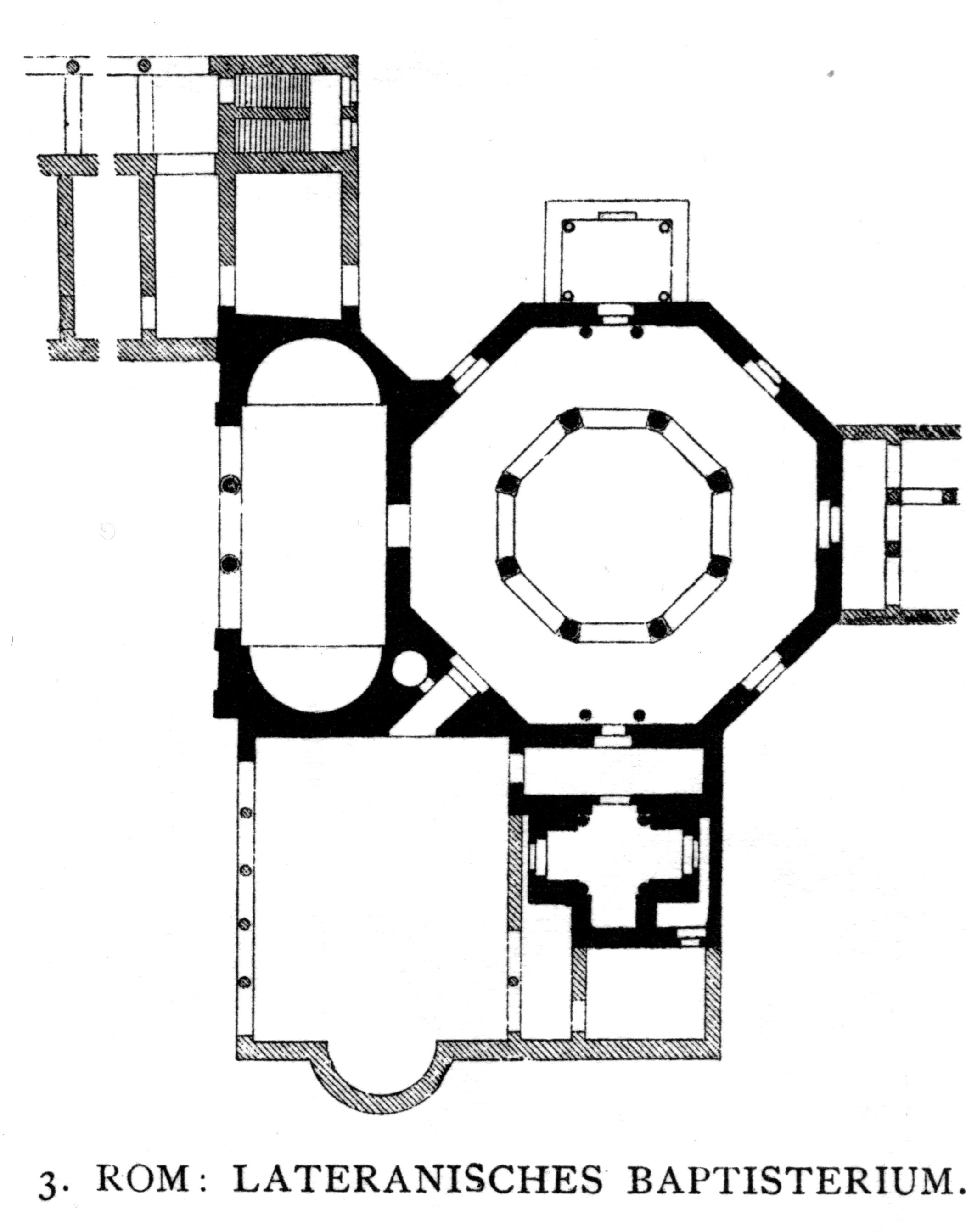
Planta del baptisteri de Sant Joan del Laterà

El baptisteri és un edifici exempt i proper a un temple, de vegades formant part d'un complex més ampli. Són de planta centralitzada, generalment octogonal, encara que n'hi havia també d'altres com la circular. Servien per a admiistrar el baptisme, per la qual cosa al centre sempre hi havia una gran pila baptismal, ja que, en aquella època, el baptisme se celebrava en persones adultes i per immersió completa. Acostumaven a estar coberts per una cúpula i ornamentats amb mosaics i pintures.

### Baptisteri de Sant Joan del Laterà
El papa Sixt III (434-440) va ser impulsor de la construcció d'obres sobre edificis anteriors, com succeeix amb el baptisteri de Sant Joan del Laterà, aixecat sobre una antiga estructura circular de temps de Constantí (cap a l'any 312), al costat de la basílica de Sant Joan del Laterà. Constitueix un dels millors exemples de planta centralitzada aixecats durant el segle v, i es convertí en un model per a altres baptisteris. L'edifici reconstruït pel papa Sixt III és de planta centralitzada amb forma octogonal envoltada per un deambulatori amb vuit columnes de pòrfir procedents d'altres edificis derruïts; sobre el deambulatori es troba el trifori. Encara es poden apreciar restes, als dobles absis del vestíbul, d'un mosaic amb decoració de pàmpols entrellaçats. El papa Hilari I (461-468) va fer bastir les capelles dedicades a sant Joan Baptista i sant Joan Evangelista.

### Baptisteris Neonià i Arrià
Aquests dos baptisteris —el Neonià i l'Arrià— es troben a la ciutat de Ravenna, capital de l'Imperi Romà al segle v. Ambdós foren inscrits per la UNESCO a la llista del Patrimoni de la Humanitat l'any 1996 formant part dels monuments paleocristians de Ravenna. De tots els edificis que formen el conjunt, es creu que els dos baptisteris són els més antics.
El Baptisteri Neonià és, segons l'avaluació de ICOMOS, «el millor i més complet exemple supervivent d'un baptisteri dels primers temps del cristianisme», i «reté la fluïdesa en la representació de la figura humana derivada de l'art grecoromà». El mateix organisme comenta en l'avaluació que «la iconografia dels mosaics, la qualitat dels quals és excel·lent, és important perquè il·lustra la Santíssima Trinitat, un element una mica inesperat a l'art d'un edifici arrià, atès que la Trinitat no era acceptada per aquesta doctrina».
- Baptisteri Neonià
- Baptisteri Arrià
- Cúpula del baptisteri Neonià
- Cúpula del baptisteri Arrià

Un dels baptisteris, el Neonià, estava destinat als ortodoxos (per això també se l'anomena baptisteri dels Ortodoxos), i l'altre als arrians (també se l'anomena baptisteri dels Arrians); aquest darrer fou construït pel rei Teodoric el Gran a finals del segle v. L'any 565 després de la condemna del culte arrià, aquesta estructura va ser convertida en oratori catòlic, sota l'advocació de santa Maria. El baptisteri Neonià (o ortodox) va ser construït pel bisbe Neone. Tots dos tenen planta octagonal —que era usada en la majoria dels baptisteris de l'art paleocristià— a causa de la simbologia dels set dies de la setmana més el dia de la resurrecció, relacionant així el nombre vuitè amb Déu i la Resurrecció. La pila baptismal es troba al centre de la planta. Van ser construïts amb maons, amb els paraments exteriors quasi sense ornamentació i els interiors revestits de rics mosaics. A la cúpula es representa, en tots dos edificis, una escena amb el baptisme de Jesús al riu Jordà per sant Joan Baptista al centre i, al seu voltant, els dotze apòstols.

## Mausoleu omartyrium
Un mausoleu era un edifici de tipus funerari i de caràcter monumental que s'acostumava a edificar sobre el lloc on estava enterrat un personatge històric o heroic. El lloc, associat a la figura d'un màrtir, prenia el nom de martyrium (plural martyria). S'hi acudia a venerar les relíquies, encara que de vegades era com un cenotafi i el cos es trobava sepultat en un altre lloc. Un dels martyria més antics, datat cap a l'any 200, és el de sant Pere, el qual es troba sota la basílica de Sant Pere del Vaticà. Aquests edificis, inspirats en els antics originals heroa i hípetres, van ser adaptats a les necessitats del culte funerari per a la veneració cristiana.

### Mausoleu de Santa Costanza

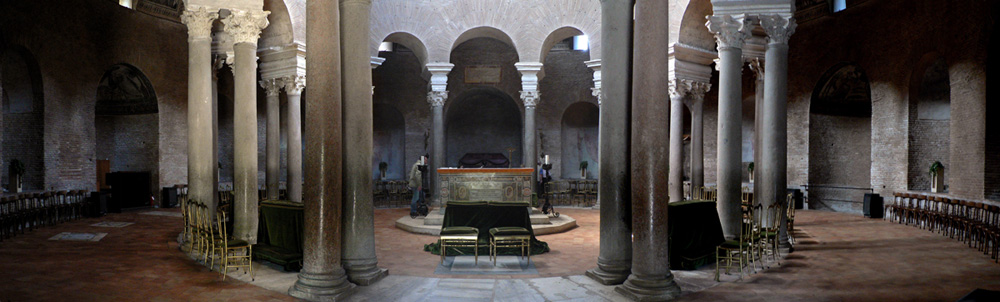
Vista interior del mausoleu de Santa Costanza

Aquest edifici va ser erigit com a mausoleu cap al 350 per Constantí I el Gran per albergar les restes de la seva filla Costanza. Té una estructura de planta circular coberta per una cúpula de 22,5 m sostinguda per un tambor en el qual s'obren finestrals que proporcionen llum natural a l'edifici. El centre de la planta acollia el sarcòfag de pòrfir vermell de Costanza, en l'actualitat traslladat als Museus Vaticans. Està envoltat d'un deambulatori format per dobles columnes i un segon cercle delimitat per un gruixut mur en el qual es poden trobar nombrosos nínxols i finestrals de mida més petita que els de la cúpula central. Aquests cercles són coberts per sengles voltes de canó anul·lar decorades amb mosaics originals del segle iv, on es representen escenes de la verema, motius vegetals, animals i putti.

### Mausoleu de Constantí o església dels Sants Apòstols

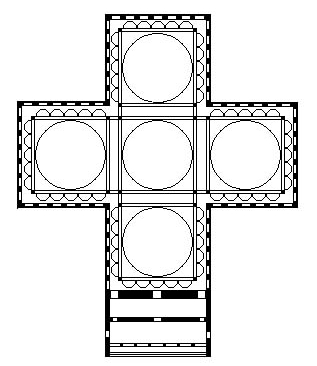
Hipotètica planta de la primitiva església dels Sants Apòstols. Segons Crippa, les cinc cúpules estarien ja presents en l'església constantiniana

Per fer-lo servir com a propi mausoleu, l'emperador Constantí va fer edificar l'antiga església dels Sants Apòstols al punt més alt de la ciutat de Constantinoble, al costat de les muralles. Aquest mausoleu va ser substituït per una nova església en l'època de Justinià I i més tard per una mesquita l'any 1469, per la qual cosa actualment no queda res del mausoleu primitiu. La descripció se'n troba en l'obra De Vita Constantini εἰς τὸν Βιὸν τοῦ μακαριου Κωνσταντινου Βασιλέως λόγοι τέσσαρες, un panegíric —més que una biografia— d'Eusebi de Cesarea. Tenia planta de creu grega; el braç que corresponia a l'entrada era lleugerament més llarg que els altres tres. A la part central es degué instal·lar el sarcòfag en pòrfir de l'emperador, flanquejat per cenotafis o làpides amb els noms dels apòstols; Constantí ocupava el lloc tretzè. Es va executar amb la idea de convertir-se en un heròon en el qual l'emperador descansava com un heroi sota el signe de la creu. Més tard, aquesta posició va ser canviada: fou quan l'any 356 van ser portades a l'església relíquies veritables dels apòstols i les restes de Constantí es van traslladar a un mausoleu independent proper a l'església. Aquest nou allotjament ja corresponia al plantejament tradicional funerari, en oferir una planta circular coberta amb cúpula.
En l'esquema del mausoleu original que descriu la historiadora Crippa es pot veure la presència d'una cúpula en cada un dels braços de la creu: així, constaria de quatre cúpules envoltant el cimbori amb una alçada lleugerament més petita que la d'aquest. A més a més, Crippa també proposa una planta amb col·laterals dobles intercomunicades, la qual cosa dona lloc a un anell o passadís perifèric que envolta tot l'espai intern.